# Góra (powiat piski)
Góra (niem. Gurra, 1938–1945 Gebürge) – wieś w Polsce położona w województwie warmińsko-mazurskim, w powiecie piskim, w gminie Orzysz.
W latach 1975–1998 miejscowość administracyjnie należała do województwa suwalskiego.

## Nazwa
W dokumentach krzyżackich Geburge, później Gurra. Na mapie Districtus Reinensis (1663) Józefa Naronowicza-Narońskiego - Gury.
16 lipca 1938 r. w miejsce nazwy Gurra wprowadzono nazwę Gebürge.
Rozporządzeniem Ministrów: Administracji Publicznej i Ziem Odzyskanych z dnia 12 listopada 1947 r. nadano miejscowości obowiązującą nazwę Góra.

## Historia
Góry (Geburge) istniały już r. 1539 i miały ludność czysto polską. Wiemy o tym z rachunków książęcych starostwa ryńskiego. Rok później książę Albrecht nadał przywilej Pawłowi Kunatowi (Paul Kunaht), który kupił za gotówkę 44 łany, z tego 4 na swoje sołectwo, w celu obsadzenia wsi na prawie chełmińskim, między Mikoszami, Cierzpiętami, Ublikiem i Piankami. Paweł Kunat pochodził najpewniej z pobliskiego Okartowa, bo tam w tym czasie siedzieli Kunatowie. Otrzymał co trzeci denar z niższego sądownictwa. Chłopi oddawali z każdego łanu korzec owsa i musieli wypełniać szarwark - koszenie zboża podczas żniw, z czasem zamieniony na Freygeld. W 1540 roku odnotowano we wsi istnienie dwóch karczem. Dwie zagrody płaciły czynsz bartny. Wieś potwierdzona na 44 łanach w spisie z 1564 roku. Wiadomo, że w tym czasie w Górze siedział Rusak, czyli najpewniej osadnik z Wielkiego Księstwa Litewskiego. Granice Góry oznaczono poprzez nasypy i słupy graniczne, oraz oznakowane dęby i świerki. W trudnym do sprecyzowania terminie w Górze siedzieli Zaborowscy z polskiej szlachty. Góra należała i należy do parafii w Orzyszu.
W 1767 roku we wsi założono szkołę.
W 1821 roku Górę zamieszkiwały 123 osoby. W 1857 roku w Górze mieszkały 204 osoby. Nauczycielem był Carl Zilasko. W 1864 roku mieszkały tu 253 osoby, a w 1867 wieś liczyła 278 mieszkańców.
W 1935 roku w szkole jeden nauczyciel uczył 55 uczniów. Zarówno w 1933, jak i w 1939 roku Góra liczyła 302 mieszkańców.

## Zabytki
Zabytki ujęte w gminnej ewidencji zabytków:
- Dawny cmentarz ewangelicki założony w połowie XIX wieku[19].

Na cmentarzu znajdują się dwie kwatery wojenne z okresu I wojny światowej. Jedna z nich, według zachowanych inskrypcji, to mogiła zbiorowa żołnierzy armii niemieckiej, w której zostali pochowani deutsche Krieger Gustav Kleitz, oraz jeden nieznany deutscher armierungssolgat †1914-15, a druga to mogiła zbiorowa dwóch nieznanych żołnierzy armii rosyjskiej †1914-15, oraz mogiła wojenna, w której według zachowanych inskrypcji pochowany jest der russische Krieger Gudarowski †1914-15.
- Cmentarz wojenny z okresu I wojny światowej położony w lesie, nad jeziorem Tyrkło[21].

Według zachowanych inskrypcji na cmentarzu pochowani są: Feldw. Robert Droese, 4. Komp. Ldst. Inf. Btl. Königsberg I/11 † 18.11.1914, dwóch nieznanych füseliere vom Füs. Regt. 33. † 8.9.1914, oraz 29 nieznanych żołnierzy armii rosyjskiej. 